# Jochen Mass
Jochen Mass (ur. 30 września 1946 w Dorfen, zm. 4 maja 2025 w Cannes) – niemiecki kierowca wyścigowy.

## Kariera wyścigowa

### Początki
Mass, marynarz z zawodu, przeszedł w 1972 z wyścigów aut turystycznych do Formuły 2. Rok później ukończył te mistrzostwa na 2. miejscu (za Jean-Pierre Jarierem). Wygrywając dwa wyścigi: w szwedzkiej Kinnekulle i na niemieckim Hockenheimringu oraz zdobywając trzy razy 2. miejsca pokazał swojemu szefowi, Johnowi Surteesowi, że nadaje się do startów w zespole F1.

### Formuła 1

#### Debiut
Jeszcze w tym samym roku Mass debiutował w F1 14 czerwca 1973 w GP Wielkiej Brytanii. Na torze Silverstone wystartował Surteesem-Fordem. Masowa kolizja pod koniec 1. okrążenia zmusiła Niemca, podobnie jak 8 innych kierowców, do wycofania się. Do drugiego swojego wyścigu, GP Niemiec rozgrywanego na legendarnym torze Nürburgring, Mass startował z 15. miejsca, jednak wyścig ukończył na porządnym 7. miejscu (tuż za strefą punktową). W 3. swoim wyścigu i jednocześnie finale sezonu Mass miał awarię silnika.
Niemiec zapewnił sobie stałe starty na sezon 1974, a jego kolegą z zespołu był Carlos Pace. Rok ten był jednak bardzo rozczarowujący dla perspektywicznego kierowcy. Po tym jak w połowie sezonu Pace przeszedł do Brabhama, dochodziło między Surteesem i Massem do nieporozumień. Na ostatnie dwa wyścigi roku Niemiec pojawił się w McLarenie, jednak cały czas nie mógł zdobyć debiutanckiego punktu. Mimo to szef McLarena, Teddy Mayer, po obejrzeniu GP USA uznał go za wartościowego zawodnika i zatrudnił go na kolejny rok startów.

#### Zwycięstwo w Barcelonie
W latach 1975–1977 Mass znalazł w McLarenie pewną posadę, jednak pozostawał w cieniu zespołowych kolegów: 2-krotnego mistrza świata Emersona Fittipaldiego (1975) i Jamesa Hunta (1976, 1977). Obaj ci kierowcy w danych latach wygrali dla zespołu 11 wyścigów, a Niemiec mógł pochwalić się tylko jednym triumfem. Sukces ten osiągnął w nietypowych i tragicznych okolicznościach. 27 kwietnia 1975 odbywało się GP Hiszpanii na torze Montjuïc pod Barceloną. Trasa już przed wyścigiem uważana była za bardzo niebezpieczną; zawodnicy protestowali, jednak nie przyniosło to skutku. Wyścig został rozegrany. Po kilku poważnych incydentach na 25. okrążeniu od samochodu Rolfa Stommelena urwał się tylny spojler. Awaria posłała Stommelena na bandę od której się odbił i przeleciał w poprzek trasy nad bandą z drugiej strony toru. W wypadku zginęły 4 osoby (strażak, fotograf i 2 widzów), a sam kierowca złamał nogę, nadgarstek i pękły mu dwa żebra. Wyścig trwał jeszcze 4 okrążenia, podczas których Mass wyprzedził prowadzącego Jackiego Ickxa. Następnie zawody zakończono i przyznano połowę kompletu punktów. Było to jedyne zwycięstwo Jochena Massa w F1.

#### Śmierć Gilles’a Villeneuve’a
Po średnio udanym sezonie 1977, Mass musiał szukać nowego pracodawcy. Nie miał szans na angaż w dobrym zespole, więc brał pod uwagę wszystkie proponowane oferty. Na sezon 1978 zatrudnił się w nowo założonym i bardzo słabym ATS. W latach 1979–1980 Mass jeździł dla przyzwoitego zespołu Arrows. Po przerwie w 1981, Niemiec powrócił w 1982, kiedy to był członkiem zespołu March. Jego najlepszą pozycją było 7. miejsce w GP USA – Zachód. Tego sezonu na Massa zwrócono jednak uwagę głównie za sprawą niezawinionego wypadku, w którym uczestniczył. W trakcie kwalifikacji przed GP Belgii na torze Zolder zginął Kanadyjczyk Gilles Villeneuve. 10 minut przed końcem kwalifikacji Villeneuve zaczął doganiać znajdującego się przed nim na okrążeniu zjazdowym Massa. Obaj kierowcy wjechali w bardzo szybki lewy zakręt. Zaraz po przejechaniu zakrętu Niemiec chciał ułatwić wyprzedzenie i zaczął zjeżdżać na bok. Kanadyjczyk zaczął już wyprzedzać Massa, co doprowadziło do zderzenia przy dużej prędkości. Bolid Villeneuve’a wystrzelił w górę i zaczął koziołkować. Kanadyjczyk został wyrzucony z samochodu i zmarł po kilku godzinach w szpitalu.
Sezon 1982 był ostatnim w F1 Niemca. Uczestniczył on w 105 wyścigach (w 114 weekendach wyścigowych). Zdobył 71 punktów i 8 razy stanął na podium.

### Sukcesy po Formule 1
W latach 80. Mass jeździł autami sportowymi Porsche i Sauber-Mercedes. W 1983 był w zespole Fitzpatrick-Team, jednak jego miejsce zajął Rolf Stommelen. Stommelen zginął po wypadku na torze Riverside.
W 1989 Mass wygrał razem z Manuelem Reuterem i Stanleyem Dickensem w Sauberze-Mercedesie legendarny 24-godzinny wyścig Le Mans.

## Po zakończeniu kariery
W latach 1993–1997 Mass był komentatorem wyścigów Formuły 1 w RTL. Prowadził muzealne modele wyścigowe Mercedesa-Benza.